# Anna Seward

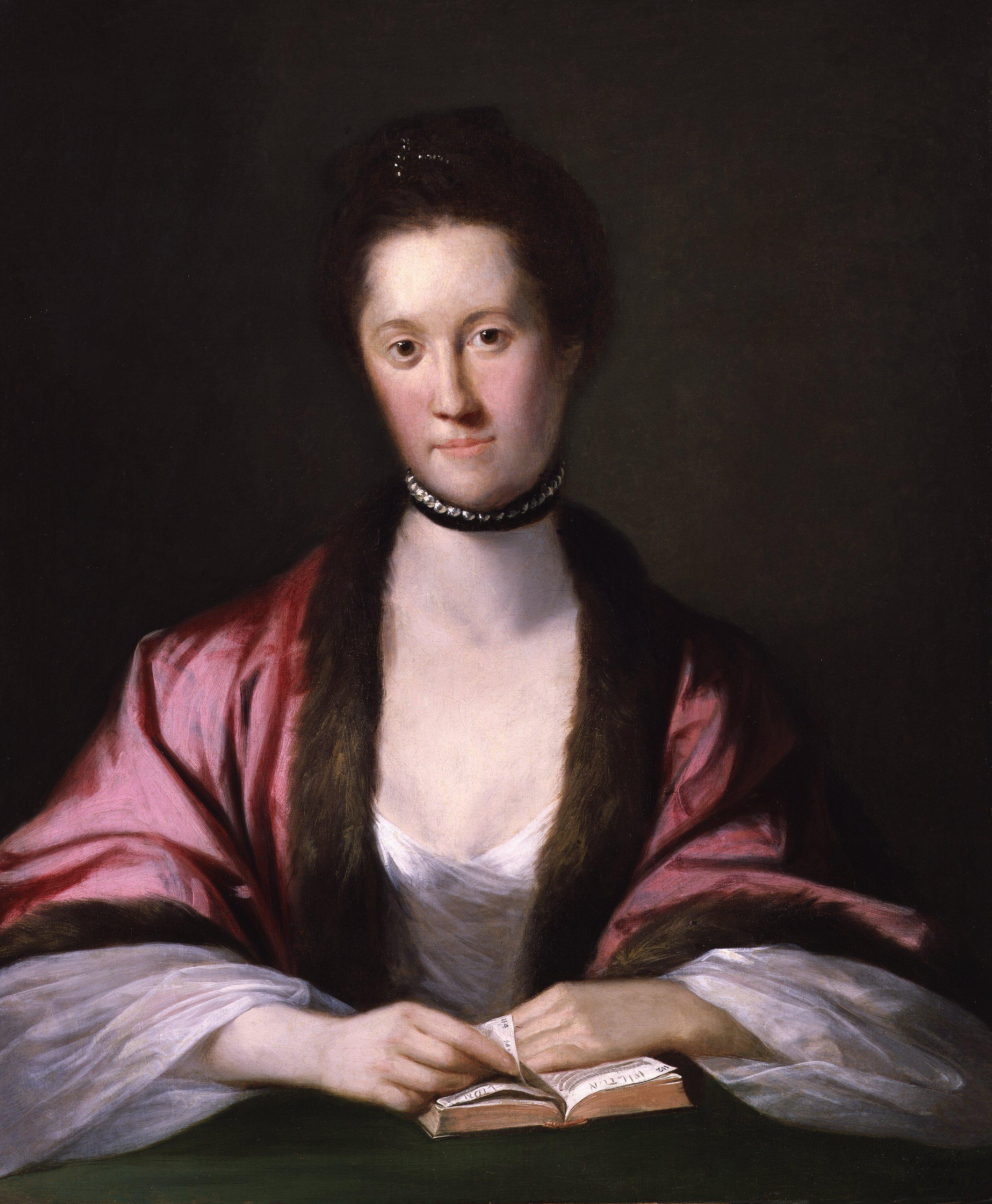
Anna Seward

Anna Seward (* 12. Dezember 1742; † 25. März 1809) war eine englische Dichterin der Romantik, die oft als „Swan of Lichfield“ bezeichnet wird.

## Leben und Wirken

### Familienleben
Seward war die ältere der beiden überlebenden Töchter von Thomas Seward (1708–1790), einem Präbendar von Lichfield und Salisbury und Schriftsteller, und seiner Frau Elizabeth. Elizabeth hatte später drei weitere Kinder (John, Jane und Elizabeth), die alle im Säuglingsalter starben, sowie zwei Totgeburten. Anna Seward betrauerte deren Verlust in ihrem Gedicht Eyam (1788).  Sie wurde 1742 in Eyam, einem Bergbaudorf im Peak District von Derbyshire, geboren, wo ihr Vater Rektor war. Sie und ihre 16 Monate jüngere Schwester Sarah verbrachten fast ihr ganzes Leben in diesem kleinen Gebiet des Peak District von Derbyshire und in Lichfield, einer Bischofsstadt im benachbarten Staffordshire.
Im Jahr 1749 wurde Annas Vater zum Domherrn an der Kathedrale von Lichfield ernannt. Die Familie zog dorthin. Ihr Vater unterrichtete  sie zu Hause. 1754 zogen sie in den Bishop’s Palace in Cathedral Close. Als eine Freundin der Familie, Mrs. Edward Sneyd, 1756 starb, nahmen die Sewards eine ihrer Töchter, Honora Sneyd, auf, die zur Adoptivschwester von Anna wurde. Honora war neun Jahre jünger. Anna Seward beschrieb in einem Gedicht, The Anniversary (1769), wie sie und ihre Schwester Honora zum ersten Mal auf der Rückkehr von einem Spaziergang begegneten. Sarah (genannt Sally) starb 1764 im Alter von 19 Jahren plötzlich an Typhus. Ihr wurde ein bewundernswerter Charakter nachgesagt, obwohl sie weniger talentiert gewesen sein soll als ihre Schwester. Anna tröstete sich mit ihrer Zuneigung zu Honora Sneyd, wie sie in Visions beschreibt, das sie einige Tage nach dem Tod ihrer Schwester schrieb. Darin äußert sie die Hoffnung, dass Honora („diese verpflanzte Blume“) ihre Schwester (Alinda genannt) in ihrer Zuneigung und der ihrer Eltern ersetzen würde.
Anna Seward pflegte ihren Vater in den letzten zehn Jahren seines Lebens, nachdem dieser einen Schlaganfall erlitten hatte. Als er 1790 starb, hinterließ er ihr ein  Einkommen von 400 Pfund pro Jahr, welches sie finanziell unabhängig machte. Bis zu ihrem Tod im Jahr 1809 wohnte sie weiterhin im Bishop’s Palace.

### Ausbildung und Karriere
Canon Seward, der Autor von The Female Right to Literature (1748), vertrat fortschrittliche Ansichten über die weibliche Bildung. Von ihrem Vater ermutigt, soll Anna bereits im Alter von drei Jahren Werke von John Milton rezitieren können.
Ihre Begabung für das Schreiben zeigte sich im Alter von sieben Jahren, als die Familie nach Lichfield zog. Das Haus der Familie im Bischofspalast wurde zum Zentrum eines literarischen Kreises, zu dem auch Erasmus Darwin, Samuel Johnson und James Boswell gehörten und in dem Anna, wie sie später erzählte, ermutigt wurde, mitzumachen. Zu den Fächern, die er unterrichtete, gehörten Theologie und Rechnen, das Lesen und Verstehen von Gedichten sowie das Schreiben und Rezitieren von Gedichten, auch wenn diese Fächer von den konventionellen Errungenschaften der damaligen Zeit abwichen. Auch Sprachen und Naturwissenschaften wurden nicht unterrichtet, obwohl die Mädchen diese Fächer nach eigenem Gutdünken belegen konnten.
Zu den vielen literarischen Persönlichkeiten, mit denen Anna Seward verkehrte, gehörte Sir Walter Scott, der später ihre Gedichte posthum veröffentlichte. Zu ihrem Kreis gehörten auch die Schriftsteller Thomas Day, Francis Noel Clarke Mundy, Sir Brooke Boothby und Willie Newton (der Peak Minstrel). Sie wurde als Anführerin eines Kreises regionaler Dichter angesehen, die von Schriftstellern wie Thomas Whalley, William Hayley, Robert Southey, Helen Maria Williams, Hannah More und den Ladies of Llangollen beeinflusst wurden. Sie engagierte sich auch in der Lunar Society in Birmingham, die sich manchmal in ihrem Haus traf. Sowohl Darwin als auch Day gehörten ihr an. Seward korrespondierte mit anderen Mitgliedern wie Josiah Wedgwood und Richard Lovell Edgeworth.
Zwischen 1775 und 1781 war Seward Gast und Teilnehmer eines viel verspotteten Salons, der von Anna Miller in Batheaston bei Bath veranstaltet wurde. Doch erst dort wurde Sewards Talent erkannt. Ihr Werk erschien im Jahrbuch der Gedichte aus den Zusammenkünften, eine Schuld, die Seward in „Poem to the Memory of Lady Miller“ (1782) anerkannte.

## Schriften (Auswahl)
- Elegy on Captain Cook. To Which is Added, an Ode to the Sun. J. Dodsley, London 1780 (Digitalisat).
- Louisa, a Poetical Novel, in Four Epistles. Lichfield 1784.
  - 2. Auflage. Lichfield 1784 (Digitalisat).
- Llangollen Vale, with Other Poems. G. Sael, London 1796 (Digitalisat).
- Original Sonnets on Various Subjects; And Odes Paraphrased from Horace. G. Sael, London 1799 (Digitalisat).
- Memoirs of the life of Dr. Darwin, chiefly during his residence at Lichfield; with anecdotes of his friends, and criticisms on his writings. J. Johnson, London 1804 (Digitalisat).
- The Poetical Works of Anna Seward: With Extracts from Her Literary Correspondence. 3 Bände, J. Ballantyne and Company, Edinburgh 1810 (Band 1, Band 2, Band 3) – postum herausgegeben von Walter Scott.